# هيروكازو نينوميا
هيروكازو نينوميا (باليابانية: 二宮 洋一) مواليد 22 نوفمبر 1917 في هيوغو - الوفاة 7 مارس 2000، كان لاعب كرة قدم ياباني كان يلعب كمهاجم.

## روابط خارجية
- هيروكازو نينوميا على موقع ناشيونال فوتبول تيمز (الإنجليزية)
- هيروكازو نينوميا على موقع عالم كرة القدم.نت (الإنجليزية)